# Linnaemya variegata
Linnaemya variegata är en tvåvingeart som först beskrevs av Christian Rudolph Wilhelm Wiedemann 1824.  Linnaemya variegata ingår i släktet Linnaemya och familjen parasitflugor. Inga underarter finns listade i Catalogue of Life.